# Elecciones municipales de Lima de 1993
Las elecciones municipales de Lima de 1993 se llevaron a cabo el 29 de enero de 1993 para elegir al alcalde y al Concejo Metropolitano de Lima para el periodo 1993-1995. La elección se celebró simultáneamente con elecciones municipales (provinciales y distritales) en todo el país.
Estas elecciones se celebraron fuera de fecha, pues correspondían llevarse a cabo a fines de 1992, pero el autogolpe del 5 de abril impidió que se realice en la fecha programada. 
Se postularon en total, al día de las elecciones, 38 listas a alcaldía de Lima. La alianza oficialista Nueva Mayoría-Cambio 90 postuló a Pablo Gutiérrez Weselby, entonces alcalde del distrito de Chorrillos, como candidato a la alcaldía de Lima, pero ante la baja intención de voto en las encuestas se decidió retirarlo abruptamente 9 días antes de las elecciones.
El alcalde de Lima en ejercicio, Ricardo Belmont, del Movimiento Obras logró ser reelecto con un alto porcentaje de votación para un segundo mandato. Al terminar su período optaría por postular a la Presidencia del Perú.

## Sistema electoral
La Municipalidad Metropolitana de Lima es el órgano administrativo y de gobierno de la provincia de Lima. Está compuesta por el alcalde y el Concejo Metropolitano.
La votación del alcalde y el concejo se realiza en base al sufragio universal, que comprende a todos los ciudadanos nacionales mayores de dieciocho años, empadronados y residentes en la provincia de Lima y en pleno goce de sus derechos políticos, así como a los ciudadanos no nacionales residentes y empadronados en la provincia de Lima.
El Concejo Metropolitano de Lima está compuesto por 43 regidores elegidos por sufragio directo para un período de tres (3) años, en forma conjunta con la elección del alcalde (quien lo preside). La votación es por lista cerrada y bloqueada. Se asigna a la lista ganadora los escaños según el método d'Hondt o la mitad más uno, lo que más le favorezca.

## Composición del Concejo Metropolitano de Lima
La siguiente tabla muestra la composición del Concejo Metropolitano de Lima antes de las elecciones.
| Partidos | Partidos                       | Regidores |
| -------- | ------------------------------ | --------- |
|          | Lista Independiente N° 3 OBRAS | 22        |
|          | Frente Democrático             | 11        |
|          | Izquierda Unida                | 5         |
|          | Partido Aprista Peruano        | 4         |

## Partidos y candidatos
A continuación se muestra una lista de los principales partidos y alianzas electorales que participaron en las elecciones:
| Candidatura | Candidatura | Partidos y alianzas | Candidatos | Candidatos                  | Ideología                                                  | Resultado previo | Resultado previo | Ref.  |
| Candidatura | Candidatura | Partidos y alianzas | Candidatos | Candidatos                  | Ideología                                                  | Votos (%)        | Reg.             | Ref.  |
| ----------- | ----------- | --- | ---------- | --------------------------- | ---------------------------------------------------------- | ---------------- | ---------------- | ----- |
|             | IND         | Lista - Lista Independiente Movimiento OBRAS |            | Ricardo Belmont Cassinelli  | Populismo Localismo limeño                                 | 45.14%           | 22               |       |
|             | AP          | Lista - Acción Popular (AP) |            | Raúl Diez-Canseco Terry     | Humanismo Nacionalismo cívico Reformismo                   | 26.79%           | 5                |       |
|             | PPC         | Lista - Partido Popular Cristiano (PPC) |            | Carlos Neuhaus Tudela       | Democracia cristiana Conservadurismo Liberalismo económico | 26.79%           | 6                | [ 8 ] |
|             | Libertad    | Lista - Movimiento Libertad (Libertad) |            | Miguel Vega Alvear          | Liberalismo clásico Democracia liberal Republicanismo      | 26.79%           | 0                |       |
|             | IU          | Lista - Izquierda Unida (IU) – Unión de Izquierda Revolucionaria (UNIR) – Partido Comunista Peruano (PCP) – Frente Obrero Campesino Estudiantil y Popular (FOCEP) |            | César Barrera Bazán         | Marxismo-leninismo Mariateguismo Socialismo democrático    | 11.54%           | 5                |       |
|             | PUM         | Lista - Partido Unificado Mariateguista (PUM) |            | Aída García-Naranjo Morales | Mariateguismo Socialismo democrático                       | 11.54%           | 5                |       |
|             | APRA        | Lista - Partido Aprista Peruano (APRA) |            | Luis Alvarado Contreras     | Aprismo                                                    | 11.53%           | 4                |       |
|             | FNTC–MNP    | Lista - Alianza Electoral Lima al 2000 (FNTC–MNP) – Frente Nacional de Trabajadores y Campesinos (FNTC) – Movimiento Independiente Nuevo Perú (MNP)               |            | Luis Cáceres Velásquez      | Nacionalismo de izquierda Tahuantinsuyismo                 | 0.83%            | 0                |       |
|             | Frepap      | Lista - Frente Popular Agrícola del Perú (Frepap) |            | Marco Tulio Gutiérrez       | Israelismo Fundamentalismo cristiano Populismo             | Nuevo            | Nuevo            |       |
|             | MSI         | Lista - Movimiento Social Independiente (MSI) |            | Ángelo Rovegno Rovegno      | Conservadurismo social Populismo de derecha                | Nuevo            | Nuevo            | [ 9 ] |
|             | IND         | Lista - Lista Independiente Plataforma Democrática |            | Michel Azcueta Gorostiza    | Socialismo democrático Localismo limeño                    | Nuevo            | Nuevo            |       |

Otros candidatos
| Partidos y alianzas | Partidos y alianzas                                                            | Candidatos                 |
| ------------------- | ------------------------------------------------------------------------------ | -------------------------- |
|                     | Lista Independiente Frente Amplio Independiente                                | Sin información disponible |
|                     | Lista Independiente Movimiento Peruano Siglo XXI                               | Luis Achahui Loaiza        |
|                     | Lista Independiente Movimiento Acción Social Independiente                     | Carlos Chacón Flores       |
|                     | Lista Independiente Movimiento de Integración y Renovación de Los Olivos       | Máximo Tello Vargas        |
|                     | Lista Independiente Salvemos Lima                                              | Sin información disponible |
|                     | Lista Independiente Confederación Honorífica de Lucha Organizada Independiente | Luis Quevedo Castro        |
|                     | Lista Independiente Movimiento Vecinal Reformista                              | Isabel Acevedo León        |
|                     | Lista Independiente Perú 2000                                                  | Sin información disponible |
|                     | Lista Independiente Movimiento Independiente Paz y Desarrollo                  | Luis Palacios Reyes        |
|                     | Lista Independiente Movimiento Integración Constitucionalista                  | Sin información disponible |
|                     | Lista Independiente Movimiento Vecinal Independiente Fuerza Nueva              | Sin información disponible |
|                     | Lista Independiente Partido de la Juventud                                     | Jhonny Vásquez Vinces      |
|                     | Lista Independiente Frente Independientes del Perú                             | Sin información disponible |
|                     | Lista Independiente Movimiento Independiente Fuerza Vecinal                    | Sin información disponible |
|                     | Lista Independiente SÍ Siempre Independientes                                  | Sin información disponible |
|                     | Lista Independiente Movimiento Democrático Nacional                            | Gerardo López Quiróz       |
|                     | Lista Independiente Frente de Unión de Vecinos Independientes                  | Milton Lurquin Aquino      |
|                     | Lista Independiente Movimiento Independiente de Bienestar Nacional             | Sin información disponible |
|                     | Lista Independiente Movimiento Independiente Renovación Cívico-Nacional        | Sin información disponible |
|                     | Lista Independiente Frente Único de Solidaridad Idea y Hecho                   | Sin información disponible |
|                     | Lista Independiente Movimiento Cívico Vecinal Lima Tradición y Futuro          | Miguel Campana Boluarte    |
|                     | Lista Independiente Movimiento Independiente por el Trabajo                    | Sin información disponible |
|                     | Lista Independiente Movimiento Cívico Integracionista Paz y Trabajo            | Justino Donayres Pando     |
|                     | Lista Independiente Lista Socialista de los Trabajadores                       | Enrique Fernández Chacón   |
|                     | Lista Independiente Democracia Popular Independiente                           | Claudio García Pando       |
|                     | Lista Independiente Renovación Nacional                                        | Sin información disponible |
|                     | Lista Independiente Movimiento Nueva Opción                                    | Oswaldo Morán Márquez      |

## Resultados

### Sumario general

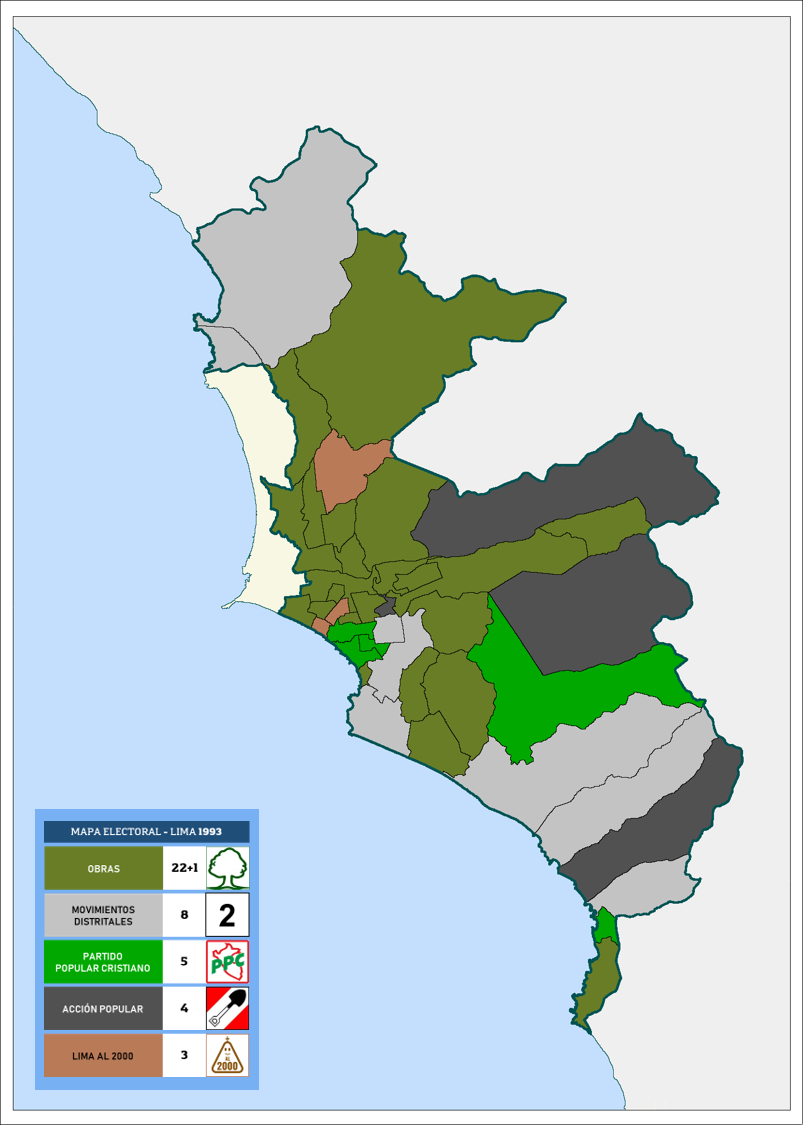
Elecciones municipales distritales de Lima de 1993.

| |                                                                                |              |              |              |           |           |
| Partidos y coaliciones | Partidos y coaliciones                                                         | Voto popular | Voto popular | Voto popular | Regidores | Regidores |
| Partidos y coaliciones | Partidos y coaliciones                                                         | Votos        | %            | ±pp          | Total     | +/−       |
| | Lista Independiente Movimiento OBRAS                                           | 977,288      | 44.93        | n/a          | 23        | +1        |
| | Alianza Electoral Lima al 2000 (MNP–FNTC)1                                     | 614,843      | 28.27        | +27.44       | 16        | +16       |
| | Acción Popular (AP)                                                            | 178,993      | 8.23         | n/a          | 4         | –1        |
| | Lista Independiente Plataforma Democrática                                     | 95,426       | 4.39         | n/a          | 0         | ±0        |
| | Partido Aprista Peruano (APRA)                                                 | 71,706       | 3.30         | –8.23        | 0         | –4        |
| | Partido Popular Cristiano (PPC)                                                | 44,052       | 2.03         | n/a          | 0         | –6        |
| | Movimiento Libertad (Movimiento Libertad)                                      | 38,856       | 1.79         | n/a          | 0         | ±0        |
| | Movimiento Social Independiente (MSI)                                          | 30,878       | 1.42         | Nuevo        | 0         | ±0        |
| | Izquierda Unida (IU)                                                           | 26,087       | 1.20         | –10.34       | 0         | –5        |
| | Frente Popular Agrícola del Perú (Frepap)                                      | 16,693       | 0.77         | Nuevo        | 0         | ±0        |
| | Lista Independiente Frente Amplio Independiente                                | 13,960       | 0.64         | n/a          | 0         | ±0        |
| | Lista Independiente Movimiento Peruano Siglo XXI                               | 8,489        | 0.39         | n/a          | 0         | ±0        |
| | Lista Independiente Movimiento Acción Social Independiente                     | 6,574        | 0.30         | n/a          | 0         | ±0        |
| | Lista Independiente Movimiento de Integración y Renovación de Los Olivos       | 4,930        | 0.23         | n/a          | 0         | ±0        |
| | Partido Unificado Mariateguista (PUM)                                          | 4,216        | 0.19         | Nuevo        | 0         | ±0        |
| | Lista Independiente Salvemos Lima                                              | 3,539        | 0.16         | n/a          | 0         | ±0        |
| | Lista Independiente Confederación Honorífica de Lucha Organizada Independiente | 3,532        | 0.16         | n/a          | 0         | ±0        |
| | Lista Independiente Movimiento Vecinal Reformista                              | 3,453        | 0.16         | n/a          | 0         | ±0        |
| | Lista Independiente Perú 2000                                                  | 2,767        | 0.13         | n/a          | 0         | ±0        |
| | Lista Independiente Movimiento Independiente Paz y Desarrollo                  | 2,751        | 0.13         | n/a          | 0         | ±0        |
| | Lista Independiente Movimiento Integración Constitucionalista                  | 2,444        | 0.11         | n/a          | 0         | ±0        |
| | Lista Independiente Movimiento Vecinal Independiente Fuerza Nueva              | 2,436        | 0.11         | n/a          | 0         | ±0        |
| | Lista Independiente Partido de la Juventud                                     | 2,141        | 0.10         | n/a          | 0         | ±0        |
| | Lista Independiente Frente Independientes del Perú                             | 1,858        | 0.09         | n/a          | 0         | ±0        |
| | Lista Independiente Movimiento Independiente Fuerza Vecinal                    | 1,829        | 0.08         | n/a          | 0         | ±0        |
| | Lista Independiente SÍ Siempre Independientes                                  | 1,796        | 0.08         | n/a          | 0         | ±0        |
| | Lista Independiente Movimiento Democrático Nacional                            | 1,674        | 0.08         | n/a          | 0         | ±0        |
| | Lista Independiente Frente de Unión de Vecinos Independientes                  | 1,594        | 0.07         | n/a          | 0         | ±0        |
| | Lista Independiente Movimiento Independiente de Bienestar Nacional             | 1,445        | 0.07         | n/a          | 0         | ±0        |
| | Lista Independiente Movimiento Independiente Renovación Cívico-Nacional        | 1,399        | 0.06         | n/a          | 0         | ±0        |
| | Lista Independiente Frente Único de Solidaridad Idea y Hecho                   | 1,256        | 0.06         | n/a          | 0         | ±0        |
| | Lista Independiente Movimiento Cívico Vecinal Lima Tradición y Futuro          | 1,172        | 0.05         | n/a          | 0         | ±0        |
| | Lista Independiente Movimiento Independiente por el Trabajo                    | 1,141        | 0.05         | n/a          | 0         | ±0        |
| | Lista Independiente Movimiento Cívico Integracionista Paz y Trabajo            | 1,099        | 0.05         | n/a          | 0         | ±0        |
| | Lista Independiente Lista Socialista de los Trabajadores                       | 1,019        | 0.05         | n/a          | 0         | ±0        |
| | Lista Independiente Democracia Popular Independiente                           | 647          | 0.03         | n/a          | 0         | ±0        |
| | Lista Independiente Renovación Nacional                                        | 602          | 0.03         | n/a          | 0         | ±0        |
| | Lista Independiente Movimiento Nueva Opción                                    | 575          | 0.03         | n/a          | 0         | ±0        |
| |                                                                                |              |              |              |           |           |
| Total | Total                                                                          | 2,175,160    |              |              | 43        | +1        |
| |                                                                                |              |              |              |           |           |
| Votos válidos | Votos válidos                                                                  | 2,175,160    | 83.97        | –16.03       |           |           |
| Votos en blanco | Votos en blanco                                                                | 88,001       | 3.40         | +3.40        |           |           |
| Votos nulos | Votos nulos                                                                    | 327,162      | 12.63        | +12.63       |           |           |
| Votos emitidos | Votos emitidos                                                                 | 2,590,323    | 73.97        | +2.33        |           |           |
| Abstenciones | Abstenciones                                                                   | 911,725      | 26.03        | –2.33        |           |           |
| Votantes registrados | Votantes registrados                                                           | 3,502,048    |              |              |           |           |
| |                                                                                |              |              |              |           |           |
| Fuente: |                                                                                |              |              |              |           |           |
| Notas al pie: 1 Comparado con los resultados del Frente Nacional de Trabajadores y Campesinos (FNTC) en las elecciones de 1989. |                                                                                |              |              |              |           |           |
| Notas al pie: |                                                                                |              |              |              |           |           |
| 1 Comparado con los resultados del Frente Nacional de Trabajadores y Campesinos (FNTC) en las elecciones de 1989.               |                                                                                |              |              |              |           |           |

### Concejo Metropolitano de Lima
| Cargo                          | Autoridad electa                 | Partido político | Partido político                     |
| ------------------------------ | -------------------------------- | ---------------- | ------------------------------------ |
| Alcalde Metropolitano de Lima  | Ricardo Belmont Cassinelli       |                  | Lista Independiente Movimiento OBRAS |
| Regidor Metropolitano de Lima  | Iván Dibós Mier                  |                  | Lista Independiente Movimiento OBRAS |
| Regidor Metropolitano de Lima  | Enrique Labarthe Villena         |                  | Lista Independiente Movimiento OBRAS |
| Regidor Metropolitano de Lima  | Guillermo Velarde Biffi          |                  | Lista Independiente Movimiento OBRAS |
| Regidor Metropolitano de Lima  | Carlos Paz Soldán Haider         |                  | Lista Independiente Movimiento OBRAS |
| Regidor Metropolitano de Lima  | Fernando Gonzáles del Campo      |                  | Lista Independiente Movimiento OBRAS |
| Regidor Metropolitano de Lima  | Alejandro Alva Manfredi          |                  | Lista Independiente Movimiento OBRAS |
| Regidor Metropolitano de Lima  | Carlos Rodríguez Ponce           |                  | Lista Independiente Movimiento OBRAS |
| Regidor Metropolitano de Lima  | Julio Vento Neyra                |                  | Lista Independiente Movimiento OBRAS |
| Regidor Metropolitano de Lima  | Enrique Espinoza Bellido         |                  | Lista Independiente Movimiento OBRAS |
| Regidora Metropolitana de Lima | María López Bravo de Rueda       |                  | Lista Independiente Movimiento OBRAS |
| Regidor Metropolitano de Lima  | Félix Nakamura Hinostroza        |                  | Lista Independiente Movimiento OBRAS |
| Regidor Metropolitano de Lima  | José Lecaros Cuadros             |                  | Lista Independiente Movimiento OBRAS |
| Regidora Metropolitana de Lima | Doris Morán La Rosa              |                  | Lista Independiente Movimiento OBRAS |
| Regidor Metropolitano de Lima  | José Saco Vértiz Dañino          |                  | Lista Independiente Movimiento OBRAS |
| Regidor Metropolitano de Lima  | Salvador Tello Ibarra            |                  | Lista Independiente Movimiento OBRAS |
| Regidor Metropolitano de Lima  | Carlos Izaguirre Escudero        |                  | Lista Independiente Movimiento OBRAS |
| Regidor Metropolitano de Lima  | Luis Botto Urteaga               |                  | Lista Independiente Movimiento OBRAS |
| Regidor Metropolitano de Lima  | Alberto van Oordt Bellido        |                  | Lista Independiente Movimiento OBRAS |
| Regidor Metropolitano de Lima  | Justo Orellana Quintanilla       |                  | Lista Independiente Movimiento OBRAS |
| Regidor Metropolitano de Lima  | Eduardo Dargent Chamot           |                  | Lista Independiente Movimiento OBRAS |
| Regidor Metropolitano de Lima  | Carlos Granda Coianti            |                  | Lista Independiente Movimiento OBRAS |
| Regidor Metropolitano de Lima  | Jorge Gastelumendi de Rossi      |                  | Lista Independiente Movimiento OBRAS |
| Regidor Metropolitano de Lima  | José Aramburú Zavala             |                  | Lista Independiente Movimiento OBRAS |
| Regidor Metropolitano de Lima  | Alberto Rivera Lhoiry            |                  | Alianza Electoral Lima al 2000       |
| Regidor Metropolitano de Lima  | Juan Peñaloza Salas              |                  | Alianza Electoral Lima al 2000       |
| Regidor Metropolitano de Lima  | Juan Mármol Vásquez              |                  | Alianza Electoral Lima al 2000       |
| Regidor Metropolitano de Lima  | Alberto Valcárcel Acuña          |                  | Alianza Electoral Lima al 2000       |
| Regidor Metropolitano de Lima  | Salvador Ode Handal              |                  | Alianza Electoral Lima al 2000       |
| Regidor Metropolitano de Lima  | Javier Artieda Carpio            |                  | Alianza Electoral Lima al 2000       |
| Regidor Metropolitano de Lima  | José Allemant Muñoz              |                  | Alianza Electoral Lima al 2000       |
| Regidor Metropolitano de Lima  | Alberto Venero Monzón            |                  | Alianza Electoral Lima al 2000       |
| Regidora Metropolitano de Lima | Laura Bozzo Rotondo              |                  | Alianza Electoral Lima al 2000       |
| Regidor Metropolitano de Lima  | Nelson Panizo Vera               |                  | Alianza Electoral Lima al 2000       |
| Regidor Metropolitano de Lima  | Nicolás Torres Portal            |                  | Alianza Electoral Lima al 2000       |
| Regidor Metropolitano de Lima  | Ricardo Aspilcueta Aspilcueta    |                  | Alianza Electoral Lima al 2000       |
| Regidor Metropolitano de Lima  | Antonio Peceros Vilca            |                  | Alianza Electoral Lima al 2000       |
| Regidor Metropolitano de Lima  | Alejandro Amanqui Amanqui        |                  | Alianza Electoral Lima al 2000       |
| Regidor Metropolitano de Lima  | Gustavo Espinoza Soto            |                  | Alianza Electoral Lima al 2000       |
| Regidor Metropolitano de Lima  | Horacio Delgado Sasaki           |                  | Alianza Electoral Lima al 2000       |
| Regidor Metropolitano de Lima  | Francisco Miró-Quesada Rada      |                  | Acción Popular                       |
| Regidor Metropolitano de Lima  | Luis Enrique Gálvez de la Puente |                  | Acción Popular                       |
| Regidor Metropolitano de Lima  | José del Águila Morote           |                  | Acción Popular                       |
| Regidor Metropolitano de Lima  | Rogelio Ruiz Portocarrero        |                  | Acción Popular                       |

## Elecciones municipales distritales

### Sumario general
| Partidos y coaliciones | Partidos y coaliciones                                                         | Voto popular | Voto popular | Voto popular | Alcaldías | Alcaldías |
| Partidos y coaliciones | Partidos y coaliciones                                                         | Votos        | %            | ±pp          | Total     | +/−       |
| --- | ------------------------------------------------------------------------------ | ------------ | ------------ | ------------ | --------- | --------- |
| | Lista Independiente Movimiento OBRAS                                           |              |              |              | 21        | +21       |
| | Alianza Electoral Lima al 2000 (MNP–FNTC)1                                     |              |              |              | 3         | +3        |
| | Acción Popular (AP)                                                            |              |              |              | 5         | –9        |
| | Lista Independiente Plataforma Democrática                                     |              |              |              | 0         | ±0        |
| | Partido Aprista Peruano (APRA)                                                 |              |              |              | 0         | ±0        |
| | Partido Popular Cristiano (PPC)                                                |              |              |              | 5         | –11       |
| | Movimiento Libertad (Movimiento Libertad)                                      |              |              |              | 0         | ±0        |
| | Movimiento Social Independiente (MSI)                                          |              |              |              | 0         | ±0        |
| | Izquierda Unida (IU)                                                           |              |              |              | 0         | –7        |
| | Frente Popular Agrícola del Perú (Frepap)                                      |              |              |              | 0         | ±0        |
| | Lista Independiente Frente Amplio Independiente                                |              |              |              | 0         | ±0        |
| | Lista Independiente Movimiento Peruano Siglo XXI                               |              |              |              | 0         | ±0        |
| | Lista Independiente Movimiento Acción Social Independiente                     |              |              |              | 0         | ±0        |
| | Lista Independiente Movimiento de Integración y Renovación de Los Olivos       |              |              |              | 0         | ±0        |
| | Partido Unificado Mariateguista (PUM)                                          |              |              |              | 0         | ±0        |
| | Lista Independiente Salvemos Lima                                              |              |              |              | 0         | ±0        |
| | Lista Independiente Confederación Honorífica de Lucha Organizada Independiente |              |              |              | 0         | ±0        |
| | Lista Independiente Movimiento Vecinal Reformista                              |              |              |              | 0         | ±0        |
| | Lista Independiente Perú 2000                                                  |              |              |              | 0         | ±0        |
| | Lista Independiente Movimiento Independiente Paz y Desarrollo                  |              |              |              | 0         | ±0        |
| | Lista Independiente Movimiento Integración Constitucionalista                  |              |              |              | 0         | ±0        |
| | Lista Independiente Movimiento Vecinal Independiente Fuerza Nueva              |              |              |              | 0         | ±0        |
| | Lista Independiente Partido de la Juventud                                     |              |              |              | 0         | ±0        |
| | Lista Independiente Frente Independientes del Perú                             |              |              |              | 0         | ±0        |
| | Lista Independiente Movimiento Independiente Fuerza Vecinal                    |              |              |              | 0         | ±0        |
| | Lista Independiente SÍ Siempre Independientes                                  |              |              |              | 0         | ±0        |
| | Lista Independiente Movimiento Democrático Nacional                            |              |              |              | 0         | ±0        |
| | Lista Independiente Frente de Unión de Vecinos Independientes                  |              |              |              | 0         | ±0        |
| | Lista Independiente Movimiento Independiente de Bienestar Nacional             |              |              |              | 0         | ±0        |
| | Lista Independiente Movimiento Independiente Renovación Cívico-Nacional        |              |              |              | 0         | ±0        |
| | Lista Independiente Frente Único de Solidaridad Idea y Hecho                   |              |              |              | 0         | ±0        |
| | Lista Independiente Movimiento Cívico Vecinal Lima Tradición y Futuro          |              |              |              | 0         | ±0        |
| | Lista Independiente Movimiento Independiente por el Trabajo                    |              |              |              | 0         | ±0        |
| | Lista Independiente Movimiento Cívico Integracionista Paz y Trabajo            |              |              |              | 0         | ±0        |
| | Lista Independiente Lista Socialista de los Trabajadores                       |              |              |              | 0         | ±0        |
| | Lista Independiente Democracia Popular Independiente                           |              |              |              | 0         | ±0        |
| | Lista Independiente Renovación Nacional                                        |              |              |              | 0         | ±0        |
| | Lista Independiente Movimiento Nueva Opción                                    |              |              |              | 0         | ±0        |
| | Listas independientes distritales                                              |              |              |              | 8         | +4        |
| |                                                                                |              |              |              |           |           |
| Total | Total                                                                          |              |              |              | 42        | +1        |
| |                                                                                |              |              |              |           |           |
| Votos válidos |                                                                                |              |              |              |           |           |
| Votos en blanco |                                                                                |              |              |              |           |           |
| Votos nulos |                                                                                |              |              |              |           |           |
| Votos emitidos |                                                                                |              |              |              |           |           |
| Abstenciones |                                                                                |              |              |              |           |           |
| Votantes registrados |                                                                                |              |              |              |           |           |
| |                                                                                |              |              |              |           |           |
| Fuente: |                                                                                |              |              |              |           |           |
| Notas al pie: 1 Comparado con los resultados del Frente Nacional de Trabajadores y Campesinos (FNTC) en las elecciones de 1989. |                                                                                |              |              |              |           |           |
| Notas al pie: |                                                                                |              |              |              |           |           |
| 1 Comparado con los resultados del Frente Nacional de Trabajadores y Campesinos (FNTC) en las elecciones de 1989.               |                                                                                |              |              |              |           |           |

### Resultados por distrito
La siguiente tabla enumera el control de los distritos de la provincia de Lima. El cambio de mando de una organización política se resalta del color de ese partido.
| Distritos               | Alcalde(sa) titular           | Partido político | Partido político                | Alcalde(sa) electo(a)         | Partido político | Partido político                |
| ----------------------- | ----------------------------- | ---------------- | ------------------------------- | ----------------------------- | ---------------- | ------------------------------- |
| Ancón                   | Miguel Ortecho Romero         |                  | Acuerdo Socialista de Izquierda | Miguel Ortecho Romero         |                  | Frente Amplio Democrático       |
| Ate                     | Consuelo Assurza de Contreras |                  | Frente Democrático              | Álex Santisteban Fernández    |                  | Movimiento OBRAS                |
| Barranco                | Renato Lértora Ginetti        |                  | Frente Democrático              | Carlos Gálvez Martínez        |                  | Movimiento OBRAS                |
| Breña                   | Rolando Velasco Vásquez       |                  | Frente Democrático              | Juan Gonzáles Saldaña         |                  | Movimiento OBRAS                |
| Carabayllo              | Sara Jiménez Angulo           |                  | Izquierda Unida                 | Juan Chávez Castro            |                  | Movimiento OBRAS                |
| Chaclacayo              | Jorge García-Seminario Navas  |                  | Frente Democrático              | Juan Avilés Seminario         |                  | Alianza Electoral Lima al 2000  |
| Chorrillos              | Pablo Gutiérrez Weselby       |                  | Lista Independiente N° 7        | Hugo Valdivia Melgar          |                  | Movimiento por Acción           |
| Cieneguilla             | Erich Mahnke Suárez           |                  | Frente Democrático              | Pedro Mendoza Espinoza        |                  | Acción Popular                  |
| Comas                   | Humberto Paredes Vargas       |                  | Izquierda Unida                 | Roberto Martos Gonzáles       |                  | Alianza Electoral Lima al 2000  |
| El Agustino             | Jorge Quintanilla Alarcón     |                  | Izquierda Unida                 | Jesús Cisneros Rojas          |                  | Movimiento OBRAS                |
| Independencia           | Jesús Cáceres Fanaola         |                  | Izquierda Unida                 | Jenny Olivera Olivera         |                  | Movimiento OBRAS                |
| Jesús María             | Víctor Oyanguren Agüero       |                  | Frente Democrático              | David Valenza Quiroga         |                  | Alianza Electoral Lima al 2000  |
| La Molina               | Pedro Polo Peinado            |                  | Frente Democrático              | Roberto Abugattás Aboid       |                  | Movimiento OBRAS                |
| La Victoria             | Juan Navarro Quiroz           |                  | Frente Democrático              | Carlos Caamaño Castro         |                  | Movimiento OBRAS                |
| Lince                   | Esther Álvarez de Gavidia     |                  | Frente Democrático              | Armando Fernández Ruiz        |                  | Movimiento OBRAS                |
| Los Olivos              | Carmen Lezama Olano           |                  | Frente Democrático              | Jesús Martínez Aliaga         |                  | Movimiento OBRAS                |
| Lurigancho              | Álex Mauriz Arguedas          |                  | Frente Democrático              | Luis Bueno Quino              |                  | Acción Popular                  |
| Lurín                   | Gumercindo Reyes Chumpitaz    |                  | Frente Democrático              | Ricardo Santos Ramos          |                  | Alianza Independiente Lurín     |
| Magdalena del Mar       | Guillermo Allison Cáceres     |                  | Frente Democrático              | Óscar Baron Fernández         |                  | Acción Popular                  |
| Miraflores              | Alberto Andrade Carmona       |                  | Frente Democrático              | Alberto Andrade Carmona       |                  | Partido Popular Cristiano       |
| Pachacámac              | Paul Poblet Lind              |                  | Lista Independiente N° 3        | Carlos Ardiles Sal y Rosas    |                  | Partido Popular Cristiano       |
| Pucusana                | Menotti Biffi Garibotto       |                  | Frente Democrático              | Oswaldo Navarro Huambachano   |                  | Movimiento OBRAS                |
| Pueblo Libre            | Luis Roselló Carrillo         |                  | Frente Democrático              | Marco de Souza Peixoto Dávila |                  | Movimiento OBRAS                |
| Puente Piedra           | Alberto Arakaki Kisaba        |                  | Frente Democrático              | Julia Blanco de Matos         |                  | Movimiento OBRAS                |
| Punta Hermosa           | Gerardo Castro García         |                  | Lista Independiente N° 3        | Gerardo Castro García         |                  | Unidad Vecinal de Punta Hermosa |
| Punta Negra             | Marcial Buitrón Huapaya       |                  | Frente Democrático              | Marcial Buitrón Huapaya       |                  | Acción Popular                  |
| Rímac                   | Armando Lerma Santos          |                  | Frente Democrático              | Raúl Soto Herrera             |                  | Movimiento OBRAS                |
| San Bartolo             | Rafael Salazar Morey          |                  | Lista Independiente N° 5        | Rafael Salazar Morey          |                  | Reconstrucción San Bartolo      |
| San Borja               | Hugo Sánchez Solari           |                  | Frente Democrático              | Luisa María Cuculiza Torre    |                  | Frente Renovador Independiente  |
| San Isidro              | Carlos Neuhaus Rizo-Patrón    |                  | Frente Democrático              | Carlos Neuhaus Rizo-Patrón    |                  | Partido Popular Cristiano       |
| San Juan de Lurigancho  | Pedro Zazzali Peña            |                  | Izquierda Unida                 | Justo Angulo Rojas            |                  | Movimiento OBRAS                |
| San Juan de Miraflores  | Olimpia Méndez de León        |                  | Frente Democrático              | Luis Núñez Luque              |                  | Movimiento OBRAS                |
| San Luis                | Víctor Alegría Gonzáles       |                  | Frente Democrático              | Víctor Alegría Gonzáles       |                  | Acción Popular                  |
| San Martín de Porres    | Marcelino Morales Escandón    |                  | Frente Democrático              | José Rubio Valqui             |                  | Movimiento OBRAS                |
| San Miguel              | Leandro Esparta Ortega        |                  | Frente Democrático              | Rómulo Ponce Calle            |                  | Movimiento OBRAS                |
| Santa Anita             | Carlos Quesada Trujillano     |                  | Frente Democrático              | Ana Meléndez Rojas            |                  | Movimiento OBRAS                |
| Santa María del Mar     | Ramón Fernández Montagne      |                  | Frente Democrático              | Ramón Fernández Montagne      |                  | Unidad Vecinal de Santa María   |
| Santa Rosa              | Gastón Cajina Barrera         |                  | Frente Democrático              | Gastón Cajina Barrera         |                  | Partido Popular Cristiano       |
| Santiago de Surco       | Manuel Cáceda Granthon        |                  | Frente Democrático              | Manuel Cáceda Granthon        |                  | Movimiento Independiente Social |
| Surquillo               | Guido Casassa Bacigalupo      |                  | Frente Democrático              | Guido Casassa Bacigalupo      |                  | Partido Popular Cristiano       |
| Villa El Salvador       | José Rodríguez Aguirre        |                  | Izquierda Unida                 | Jorge Vásquez Torres          |                  | Movimiento OBRAS                |
| Villa María del Triunfo | Luis Villavicencio Torres     |                  | Izquierda Unida                 | Aniceto Ibarguen Ríos         |                  | Movimiento OBRAS                |